# Wout Wijsmans
Wout Wijsmans est un joueur belge de volley-ball né le 17 juillet 1977 à Hasselt (province de Limbourg). Il mesure 2,01 m et joue réceptionneur-attaquant. Il totalise 474 sélections en équipe de Belgique.

## Clubs
| Club                         | Pays     | De        | À         |
| ---------------------------- | -------- | --------- | --------- |
| VC Zonhoven                  | Belgique | 1994-1995 | 1996-1997 |
| Noliko Maaseik               | Belgique | 1997-1998 | 1998-1999 |
| Yahoo! Italia Volley Ferrare | Italie   | 1999-2000 | 2000-2001 |
| Lube Banca Macerata          | Italie   | 2001-2002 | 2002-2003 |
| Brebanca Cuneo               | Italie   | 2003-2004 | 2012-2013 |

## Palmarès
- Ligue des champions (1)
  - Vainqueur : 2002
- Championnat de Belgique (2)
  - Vainqueur : 1998, 1999
- Coppa Italia (2)
  - Vainqueur : 2003, 2006
- Coupe de Belgique (3)
  - Vainqueur : 1996, 1998, 1999
- Supercoupe de Belgique (2)
  - Vainqueur : 1998, 1999